# Папская комиссия по священной археологии
Папская комиссия по священной археологии (лат. Pontificia Commissio de Sacra Archaeologia, итал. Pontificia Commissione di Archeologia Sacra) — дикастерия Римской Курии. Официальное руководство Ватикана, основанное в середине XIX века с целью продвижения и направления раскопок в катакомбах Рима и на других участках христианского антикварного интереса и охраны объектов, найденных в период таких раскопок.

## Председатели Папской комиссии по священной археологии
- кардинал Базилио Помпили (1925 — 5 мая 1931);
- кардинал Франческо Маркетти Сельваджани (1931 — 13 января 1951);
- кардинал Клементе Микара (1951 — 11 марта 1965);
- кардинал Луиджи Тралья (1965—1967);
- кардинал Анджело Делл’Акква (1967—1969);
- архиепископ Дженнаро Веролино (1969—1986);
- архиепископ Марио Скьерано (1987 — 28 октября 1990);
- кардинал Франческо Маркизано (4 сентября 1991 — 28 августа 2004);
- кардинал Мауро Пьяченца (28 августа 2004 — 9 марта 2007);
- кардинал Джанфранко Равази (3 сентября 2007 — 25 ноября 2022);
- священник Паскуале Якобоне (25 ноября 2022 — по настоящее время).